# أوليفر بوند
أوليفر بوند (بالإنجليزية: Oliver Bond)‏ هو سياسي أيرلندي، ولد في 1760 في جمهورية أيرلندا، وتوفي في 1797 في لندن في المملكة المتحدة.